# Duberger–Les Saules
Duberger–Les Saules est l'un des 35 quartiers de la ville de Québec, et l'un des cinq qui sont situés dans l'arrondissement des Rivières. 
Il tire son nom des anciennes villes de Duberger et Les Saules, intégrées à Québec en 1970. Les quartiers Duberger et Les Saules étaient de 1970 à 2002 deux quartiers distincts de la ville de Québec, dans ses anciennes limites. Ils sont maintenant réunis au sein d'un même quartier. 

## Géographie
Le quartier est délimité approximativement par l'autoroute Félix-Leclerc, la rivière Saint-Charles et le boulevard de l'Auvergne (au nord), l'autoroute Henri-IV et au-delà (à l'ouest), l'autoroute Charest (au sud) et l'axe de l'avenue Saint-Sacrement (à l'est). Du nord au sud, il est traversé par l'autoroute Robert-Bourassa, l'autoroute Henri-IV et le boulevard Masson / de l'Ormière. D'est en ouest, il est traversé par le boulevard Wilfrid-Hamel et le boulevard Père-Lelièvre. Duberger–Les Saules compte cinq secteurs résidentiels géographiquement séparés : Duberger, Les Saules, Place-Duclos, Domaine-Saint-Charles et une partie de l'ensemble résidentiel de L'Ancienne-Lorette. 
Il est important de mentionner que le quartier actuel possède également une portion de l'ouest de Neufchâtel. Le secteur est situé entre le boulevard de l'Auvergne et l'avenue du Costebelle.
De plus, ce secteur abrite diverses zones industrielles, dont deux sont axées sur la technologie. La portion du Parc technologique du Québec métropolitain située au sud de la voie ferrée était d'ailleurs un territoire de la ville de Sainte-Foy avant les fusions.
On y retrouve trois rivières : la rivière Saint-Charles, la rivière du Berger et la rivière Lorette. De ce fait, une partie du territoire se trouve en zone inondable. Son relief est plutôt plat, variant entre 10 et 40 mètres. Il atteint 60 mètres au nord-ouest du quartier.

## Histoire

### Duberger
Le territoire de Duberger, appelé à l'origine La Petite-Rivière et le plus à l'est des deux, faisait partie de la municipalité de Saint-Roch-de-Québec à sa création en 1855. En 1893, l'ouest de Saint-Roch devient la municipalité de Saint-Malo et inclut La Petite-Rivière, encore principalement agricole à cette époque. C'est en 1902 qu'une municipalité de La Petite-Rivière est créée. En 1915, Québec-Ouest (plus tard Vanier) s'en détache. Des industries et des résidences s'y installent après la Deuxième Guerre mondiale, développant fortement le secteur. La ville change son nom pour Duberger en 1964 mais accepte de fusionner avec Québec en 1970. 
La Caserne no 5 situé au 2345 rue de la Rivière-du-Berger est l'ancienne caserne et Hôtel de ville de la Ville de Duberger.

#### Liste des maires de la ville de Duberger
- 1963-1964 : Raymond Blouin
- 1964-1968 : Joffre Powell
- 1968-1970 : Émilien Careau

#### Hommages toponymiques
- La rue Careau a été nommée en l'honneur du maire, en 1956 dans l'ancienne municipalité de Petite-Rivière maintenant présente dans la ville de Québec.
- La rue Powell a été nommée en l'honneur du maire, en 1964 dans l'ancienne municipalité de Duberger et le parc Powell a été nommé en 1991 et sont maintenant présents dans la ville de Québec.
- L'avenue Raymond-Blouin a été nommée en l'honneur du maire Blouin, en 1967, dans l'ancienne municipalité de Duberger et maintenant présente dans la ville de Québec.

### Les Saules
Quant au quartier Les Saules, il faisait partie de L'Ancienne-Lorette. Le nom provient du grand nombre de saules le long des rivières Saint-Charles et Lorette. La paroisse Sainte-Monique-des-Saules est créée en 1945, suivi de la municipalité de paroisse en 1953 et de la ville de Ville Les Saules qui existe jusqu'à la fusion à Québec le 1er janvier 1970. Entre 1950 et 1975, le mouvement coopératif en habitation a joué un grand rôle dans le développement du quartier, rendant accessible à la classe moyenne la propriété d'une maison.

## Portrait du quartier
Le quartier comprend toute la partie de l'arrondissement située au sud de l'autoroute Félix-Leclerc et à l'ouest du quartier Vanier, plus la partie située au nord de cette autoroute et à l'ouest de la rivière Saint-Charles. C'est un quartier où se retrouvent des fonctions industrielles, commerciales et résidentielles. Il est situé près de quatre autoroutes, ce qui le rend facilement accessible.
Selon une étude publiée en 2003
, le quartier est l'un de ceux dont la moyenne d'âge de la population est la plus élevée, et où l'indice de pauvreté est le plus fort, surtout dans certains secteurs.
Au conseil municipal de Québec, le quartier est représenté par les districts de Duberger-Les-Saules, de Neufchâtel et de Vanier.

### Artères principales
- Boulevard Wilfrid-Hamel (route 138)
- Autoroute Robert-Bourassa (autoroute 740)
- Autoroute Félix-Leclerc (autoroute 40)
- Autoroute Charest (autoroute 440)
- Autoroute Henri-IV (autoroutes 73, 40 et 573)
- Boulevard Masson (route 371)
- Boulevard Père-Lelièvre
- Boulevard St Jacques (anciennement Rang St-Jacques)
- Boulevard Chauveau

### Parcs, espaces verts et loisirs
- Parc linéaire des rivières Saint-Charles et du Berger
- Parc de Duberger
- Parc du Père Frédéric

### Édifices religieux
- Église Sainte-Monique[6] (1958)

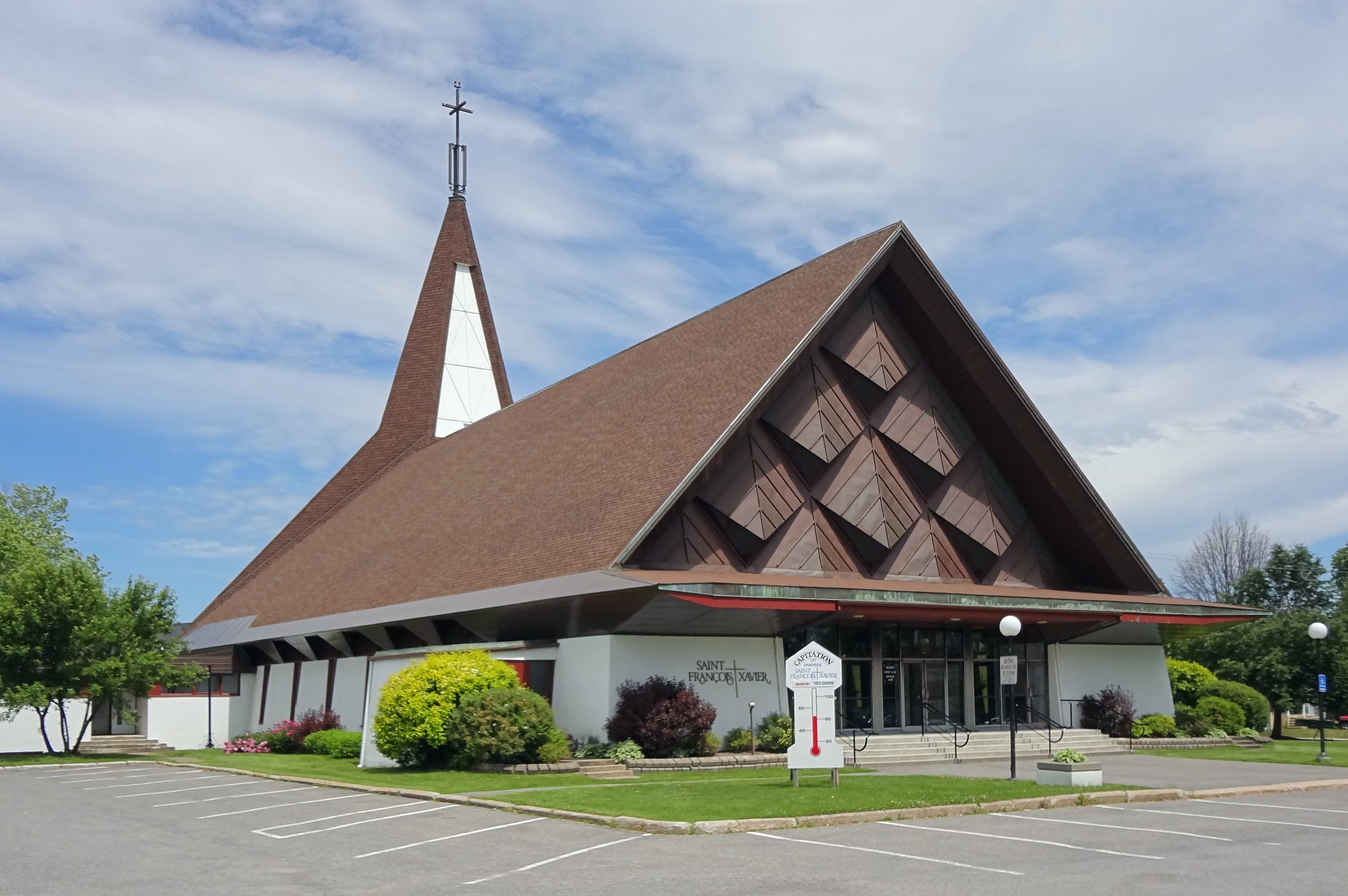
Église Saint-François-Xavier

- Église Saint-François-Xavier[7] (1969)
- Deux salles du royaume des Témoins de Jéhovah, boulevard Père-Lelièvre et boulevard de l'Ormière.

### Commerces et entreprises
- Carrefour Les Saules

### Lieux d'enseignement
- Commission scolaire de la Capitale
  - École primaire de la Mosaïque
  - École primaire des Grands-Saules, pavillon des Écrivains
  - École primaire des Grands-Saules, pavillon Sainte-Monique
  - École primaire du Buisson
  - École primaire du Domaine
  - École primaire Jean-XXIII
  - École secondaire La Camaradière
- Central Québec School Board/Commission scolaire Central Québec
  - Everest Elementary School

### Autres édifices et endroits notables
- Bibliothèque Jean-Baptiste-Duberger (2475, boulevard Central)
- Bibliothèque Romain-Langlois (anciennement Les Saules) (2035, boulevard Masson)
- Terminus Les Saules (Réseau de transport de la Capitale)

## Démographie
Lors du recensement de 2016, le portrait démographique du quartier était le suivant :
- sa population représentait 36,5 % de celle de l'arrondissement et 5 % de celle de la ville.
- l'âge moyen était de 42,1 ans tandis que celui à l'échelle de la ville était de 43,2 ans.
- 47,6 % des habitants étaient propriétaires et 52,4 % locataires.
- Taux d'activité de 68,5 % et taux de chômage de 5,2 %.
- Revenu moyen brut des 15 ans et plus : 39 091 $.

| 1996   | 2001   | 2006   | 2011   | 2016   | 2021   |
| ------ | ------ | ------ | ------ | ------ | ------ |
| 23 985 | 23 870 | 25 045 | 26 615 | 26 690 | 26 780 |